# Küküllősolymos
Küküllősolymos (románul: Șoimuș) vagy Șoimușul Român, falu Romániában, Maros megyében.

## Története
Kóródszentmárton község része. A trianoni békeszerződésig Kis-Küküllő vármegye Erzsébetvárosi járásához tartozott.

## Népessége
2002-ben 469 lakosa volt, ebből 462 román és 7 magyar nemzetiségű.

## Vallások
A falu lakói közül 457-en ortodox, 1 fő görögkatolikus és 5-en református hitűek.